# Ziellandprinzip (Übersetzungen)
Als Ziellandprinzip wird in der Übersetzungsbranche die Ansicht bezeichnet, dass Translatoren in dem Land leben sollten, in dessen Sprache sie als Zielsprache aus anderen Sprachen übersetzen oder dolmetschen.  Damit soll sichergestellt werden, dass ihre Kenntnisse der Zielsprache auf dem neuesten Stand bleiben. Ob eine Anwendung des Ziellandprinzips tatsächlich die Qualität von Übersetzungen und Verdolmetschungen erhöht, ist nicht nachgewiesen. Anzunehmen ist jedoch, dass mit dem immer besseren Zugang zu Massenmedien aus aller Welt die körperliche Anwesenheit im Zielland für die Pflege der Sprachkenntnisse an Bedeutung verliert.
Zusammen mit dem Ziellandprinzip wird oft das Muttersprachenprinzip angewandt.